# Giants (албум групе The Stranglers)

Giants је седамнаести албум британског састава Стренглерс објављен марта 2012. године. 